# 魏文华事件
魏文华事件，又称湖北天门城管杀人案，是2008年发生在湖北省天门市的一件引起广泛关注的城管暴力事件。2008年1月7日下午，湖北省天门市水利建筑公司总经理魏文华与公司党支部书记王述堂驾车经过天门市湾坝村时，因拍摄该市城市管理行政执法局（城管）执法人员粗暴执法过程而被多名城管围殴致死。这一事件引发了中国社会对“取缔城管”的大型讨论。

## 事件

### 经过
2008年1月7日15时，填埋城区垃圾的垃圾车到湾坝村时遭当地村民阻挡。17时城管局分管领导通知50多名城管到现场，在与村民发生冲突时，多名村民被打伤。 魏文华与公司党支部书记王述堂开车经过此地，看到城管打村民感叹了句“城管又在打人了”后停车掏出手机将城管暴力执法的过程拍摄下来。十几名城管见状随即上前对魏文华进行围殴。殴打持续了5分钟，此时一旁的王述堂大喊：“气都没有了，还不快拖走。”城管这时才将魏文华拖到天门市第一人民医院，魏文华送至医院时瞳孔放大，呼吸已停止。
在副市长王志鹏安抚死者家属之前，七八十名便衣男子从魏家抢走魏文华的尸体，并将他在地上拖行十余米远。

### 死亡原因
事件发生后，公安部门“邀请省公安厅刑事科学技术研究所专家、公安部特邀刑事专家、公安部物证中心专家，以及武汉大学等资深法医对尸体进行检验，并邀请华中科技大学、湖北省人民检察院、湖北省高级人民法院刑事法医专家共同对死亡原因进行了鉴定”，于2008年2月公布鉴定结果，认为死者死因为“外伤诱发冠心病急性发作”。
值得注意的是，早在鉴定结果公布一个月前，天涯论坛就有网友以讽刺的口吻预言鉴定结果一定是其死于心脏病。

### 事件处理
涉嫌人员24人已被控制，其中的4人已被刑拘，城管局长被免职。天门市副市长汪发良透露，参与1月7日事件的50多人均为城管人员，没有社会闲散人员。

## 相關人員
魏文华（1966年9月15日—2008年1月7日），得年41岁，湖北省天门市水利建筑公司总经理，曾被评为“湖北省优秀企业家”、“天门市优秀共产党员”、“学雷锋标兵”、“天门市水利系统十佳标兵”。

## 網路討論
- 在中国网站搜狐关于“城管是否应该被取缔？”的辩论中，9万多名网友都认为城管组织该被取缔，反对取缔城管的仅7000余人[5]。（河北元氏县曾成为中国继1982年以后唯一取消城管的县城，仅仅半年后碍于实际需求，该地城管部门再次上线）[6]
- 新华网媒体时评亦发表评论员文章《必须卸掉城管的武装》。[7]